# Henri Bertaud Du Chazaud
Henri Bertaud Du Chazaud (* 1. Juni 1918 in Guéret; † 17. August 2013 in Périgueux) war ein französischer Lexikograf.

## Leben
Henri Bertaud Du Chazaud (auch: du Chazaud) wuchs in der Dordogne auf und besuchte das Gymnasium in Angoulême. Er hatte Jean Guitton als Lehrer. Er studierte in Clermont-Ferrand, kam in den Schuldienst nach Marokko und bestand die Licence in Algier. Nach dem Weltkrieg heiratete er die Tochter eines Schafzüchters der Dordogne und war zwölf Jahre im Schuldienst. Er lernte den Linguisten Algirdas Julien Greimas kennen und wurde von ihm an Jean Dubois vermittelt, bei dem er eine Thèse begann. Als Chargé d’enseignement in Besançon (im Umkreis von Bernard Quemada) wurde er von Henri Mitterand beauftragt, ein Synonymenwörterbuch zu verfassen. Diese Aufgabe erfüllte ihn für den Rest seines Lebens. Er entschied sich für ein umfängliches Wörterbuch der Synonyme ohne Begriffsscheidung (sogenannte kumulative Synonymik). Die erste Fassung kam 1971 in den Handel und bot für 20 000 Stichwörter 200.000 Synonyme an, später erweiterte er das Wörterbuch auf 60.000 Einträge und 1 Million Synonyme, analoge Wörter und Gegensatzwörter. Bis 2008 wurden 2 Millionen Exemplare verkauft.
Da das Wörterbuch vor allem beim sorgsamen Abfassen von Texten durch den Muttersprachler von Nutzen ist, interessiert es Übersetzer und Schriftsteller. Die Schriftstellerin Anna Gavalda wandte sich in ihrem Roman La consolante (2008, deutsch: Alles Glück kommt nie) mit einer Dankadresse siezend an ihn, die sie in Billie (2013, deutsch: Nur wer fällt, lernt fliegen), ihn nunmehr duzend, wiederholte.
Der Rundfunkjournalist Olivier Germain-Thomas interviewte ihn 2008 in seiner einstündigen Sendung For intérieur.

## Veröffentlichungen (Auswahl)
- Nouveau dictionnaire des synonymes. Hachette-Tchou, Paris 1971.
  - (andere Auflage) Dictionnaire des synonymes. Robert, Paris 1979, 1988, 1989. (1983 Prix Saintour der Académie française)
  - (mit Antonymen) Dictionnaire de synonymes et contraires. Robert, Paris 1992. (zahlreiche Auflagen)
- Dictionnaire de synonymes et mots de sens voisin. Gallimard, Paris 2003. (Quarto)
  - (andere Auflage) Dictionnaire de synonymes, mots de sens voisin et contraires. Gallimard, Paris 2007, 2013. (Quarto, 1933 Seiten)